# Myrmecia harderi
Myrmecia harderi är en myrart som beskrevs av Auguste-Henri Forel 1910. Myrmecia harderi ingår i släktet bulldoggsmyror, och familjen myror. Inga underarter finns listade i Catalogue of Life.